# Campanya de Galítzia
La campanya de Galítzia fou el conjunt d'operacions militars a la part sud del front oriental de la Primera Guerra Mundial durant els primers mesos de la guerra, a la zona de Galítzia al llarg de la frontera entre l'imperi Austrohongarès i l'imperi Rus. Les operacions militars entre Rússia i Àustria-Hongria començaren unes tres setmanes més tard que al front occidental i que a la part nord del front oriental a la Prússia Oriental, en part a causa de la major lentitud de mobilització dels dos adversaris a la zona.

## Plans inicials
Durant la mobilització Conrad von Hötzendorf, cap d'estat major austrohongarès, constituí, juntament amb els seus assessors l'Armee Oberkommando (AOK, comandament suprem de l'exèrcit). Inicialment l'AOK mobilitzà tropes cap a la frontera amb Sèrbia però no feu una mobilització general per concentrar l'exèrcit a la frontera russa, confiant en la lentitud russa per dur les tropes al front. Tot i així, pressionat per Helmuth von Moltke, llavors el cap d'estat major alemany, l'AOK ordenà la mobilització general l'1 d'agost. Tot plegat feu que la concentració de tropes a Galítzia s'endarrerís fins al 20 d'agost. En aquests moments, Àustria-Hongria havia desplegat a la zona uns 550.000 homes en 37 divisions, que s'organitzaren, del nord-oest al sud-est, en els exèrcits I, IV, III i II, des del sud de Lublin fins al riu Dnièster. Hötzendorf sabia que les tropes russes estaven mobilitzades més a l'est i el seu pla era avançar en tot el front en direcció nord - nord-est, amb les tasques més importants assignades als exèrcits del flanc esquerre (el I i el IV), que havien d'avançar fins a tallar la línia ferroviària Varsòvia-Kíev i arribar a Brest-Litovsk. Aquest moviment, a més, ajudaria les tropes alemanyes de Prússia Oriental, ja que amenaçaria la rereguarda dels exèrcits russos desplegats al nord.
Per la seva banda, en aquestes mateixes dates els russos ja havien desplegat a la zona 45 divisions d'infanteria i 18 de cavalleria, amb un total d'uns 750.000 homes. Aquests es repartien en quatre exèrcits: d'oest a est IV, V, III i VIII, sota el comandament de Nikola Ivanov. El pla inicial d'Ivanov era una direcció global d'avenç sud - sud-oest, amb els exèrcits de l'oest avançant cap al nus ferroviari de Cracòvia. L'estat major rus, en canvi, preferia un atac des de l'est, en direcció paral·lela a la serralada dels Carpats. Finalment s'optà per un pla intermedi, en una mena d'operació d'encerclament.

## Desenvolupament
A la zona nord del front, les tropes austrohongareses tingueren força èxit en els seus primers enfrontaments. El I exèrcit, sota el comandament de Viktor von Dankl, començà a avançar cap al nord en direcció a Lublin. Dankl trobà el IV exèrcit rus, al qual obligà a retirar-se en la batalla de Kraśnik el 23-24 d'agost. A la dreta de Dankl, el IV exèrcit austrohongarès, sota el comandament d'Auffenberg, aconseguí fer recular el V exèrcit rus en la batalla de Komarów els dies 26-30 d'agost. La situació era prometedora però a començament de setembre les tropes austrohongareses començaven a allargar massa les línies de subministrament, amb els problemes de mobilitat i efectivitat que això comportava. D'altra banda, l'esperada acollida i suport de la població civil polonesa a les tropes austrohongareses, com a «alliberadores de l'opressió russa», no es materialitzà. Per la seva banda, els russos estaven formant un nou exèrcit, el IX, a la rereguarda, a la zona de Brest-Litovsk.
Mentre els russos es veien obligats a recular a la zona nord del front, a la zona sud-est els exèrcits austrohongaresos II i III avançaren contra el flanc esquerre de les tropes d'Ivanov. Aquestes estaven formades pel III exèrcit sota el comandament de Nikolai Ruzski i el VIII exèrcit sota Aleksei Brussílov. Brussílov i Ruzski aturaren l'atac austrohongarès i, al seu torn, els obligaren a retirar-se. El VIII exèrcit de Brussílov derrotà el III de Brudermann a la batalla de Gnila Lipa, els dies 26-30 d'agost i posteriorment capturà la fortalesa de Lemberg el dia 3 de setembre. L'avenç rus en aquesta zona fou especialment ràpid i impedí la reorganització de les tropes austrohongareses, que no aconseguiren fixar una línia defensiva en condicions.
Amb el II i III exèrcits en plena retirada, Hötzendorf ordenà retirar forces de la zona nord, on semblava que els russos havien estat clarament derrotats, per intentar contenir l'avenç rus per l'est. A la batalla de Rawa Russka intentà un contraatac a la zona central del front, però no tingué l'èxit esperat i, finalment, hagué d'ordenar una retirada general a la línia defensiva dels Carpats i el riu Dunajec a l'est de Cracòvia, que implicava perdre els guanys aconseguits a la zona nord, però era inevitable per evitar un desbordament pel sud. L'únic punt de resistència austrohongarès, que va quedar aïllat una vegada completada la retirada, fou la fortalesa de Przemysl. Ara, però, els problemes d'allunyament de les terminals ferroviàries eren per als russos, amb línies de subministrament llargues i complexes. En qualsevol cas, a final de setembre la línia del front quedà estabilitzada en les posicions al llarg dels Carpats i el riu Dunajec.

## Conseqüències
L'atac des de l'est del III i VIII exèrcits russos fou l'única ofensiva des del començament de la guerra que assolia els objectius previstos i ajudà a recuperar la confiança russa després dels desastres de la batalla de Tannenberg i de la primera batalla dels llacs Masurians, a la frontera amb Prússia Oriental. A final de setembre, i malgrat els aparents èxits inicials, l'Imperi Austrohongarès havia perdut la Bucovina i tota la Galítzia oriental, incloent-hi importants camps petrolífers i grans terrenys agrícoles que subministraven gra a tot l'imperi i les fortaleses de Lemberg i Jaroslav. Les baixes en l'exèrcit austrohongarès foren considerables: uns 300.000 homes entre morts i ferits i uns 100.000 presoners, però proporcionalment les baixes encara foren més elevades entre els oficials i suboficials, situació que provocaria una mancança crònica d'oficialitat durant tota la guerra. A partir d'aquest moment Àustria-Hongria dependria sempre del seu aliat alemany per organitzar ofensives importants.
L'exèrcit rus també patí nombroses baixes: uns 200.000 homes entre morts i ferits i uns 40.000 presoners. La gran quantitat de presoners capturats per ambdós bàndols fou parcialment conseqüència de la baixa moral dels soldats en tots dos exèrcits, que era especialment acusada en l'austrohongarès. L'exèrcit dels Habsburg estava format per una barreja de soldats procedents de les molt diverses nacionalitats que formaven l'imperi, però comandats per una oficialitat bàsicament austríaca i hongaresa; en concret, els soldats txecs, bosnis i italians eren considerats especialment poc fiables pels oficials.